# ルイス・シンソン
ルイス・クリソロゴ・“チャヴィット”・シンソン（タガログ語: Luis Crisologo "Chavit" Singson, 1941年6月21日-）はフィリピンの政治家。下院議員、イロコス・スル州知事などを歴任した。2007年のフィリピン総選挙では上院に立候補するも敗れた。

## 一族の歴史
シンソン家は17世紀にビガンに根を下ろし始めた。中国オアサイ（Oasay）の商人ホアキン・アイコは、ビガンの住人で中国系メスティーサのローサ・ソンニオと結婚した。シンソンの先祖たちは1800年代にはビガンを支配した。ドン・レオン・シンソンは1846年に、ドン・エスタニスラオ・シンソンは1852年に、ドン・ドミンゴ・シンソンは1854年に、ドン・トマス・シンソンは1858年に、そしてドン・ホセ・シンソンは1877年に町長（gobernadorcillo）のポストを得た。

## 経歴

### 生い立ち
1941年6月21日、イロコス・スル州ビガン市で生まれた。ホセ・シンソンとカリダード・クリソロゴの7人の子供たちのうちの2番目である。彼の兄弟は、エバリスト（ティトン）に加えて、故ベルナルド、フェルナンド（ドドイ）、マリア・オリビア（ハニーガール）、ジェレミアス（ジェリー）、ジェルメリーナ（ジェルミー）、ホセJr.（ボニート）である。
シンソンはその成長期を“とても自由なしつけと、遊び、友だちを作るたくさんの機会とともに”普通の子供時代を送ったビガンで過ごした。彼は麻雀に対する愛着をそのゲームを愛した母から得たらしい。彼らの州内での名声にもかかわらず、シンソン家は常に裕福なわけではなかった。ある時、一家は家具を売らなければならなかった。シンソンは人生が金銭なしにはいかに困難であるかを学んだ。シンソンの性格は特に彼の青年期の一見果てしない家族間の口論と政治王朝、イロコスのタバコ産業、そしてシンソン家がどのようにしてタバコの栽培と取引を始めたかによって鍛えられた。一家は60年代に最初の再乾燥設備をイロコスにもたらした。
彼の父方の家族（シンソン家）も母方の家族（クリソロゴ家）も代々イロコス地域の政治状況を支配してきた。チャヴィットのように多数の両家のメンバーが互いに血縁関係があったにもかかわらず、二つの家族はイロコス地方で銃撃と政治的脅迫が猛威を振るった60年代と70年代に頂点に達した、激しい確執を分かち合ってきた。チャヴィットは伯父のフローロ・クリソロゴを師とみなしていたが、結局フローロの息子で、彼にとってはいとこでかつて親友であったビセンテ・“ビンボン”・クリソロゴと深刻な仲違いをした。そして、両者の間でいくつもの血なまぐさい衝突があった。現在では両サイドから緊張は緩和したと述べられている。

### 政治経歴
シンソンはビジネスマンとして出発、政治の世界に入り28年にわたり、ビガンにおける政治的な最重要人物になった。後にフィリピンの政治と民主主義に重要な役割りを演じることとなる。
ビガン市にバルアルテ（Baluarte）と呼ばれる邸宅を所有している。彼はジョセフ・エストラーダ元大統領のかつての親友で、ギャンブル仲間、飲み仲間であった。シンソンはイヴリン・ベルソーサと1962年5月3日に結婚した。今では二人は別れているが、7人の子供をもうけた。
2007年のフィリピン上院議員選挙に立候補する。エストラーダ元大統領の友人だったにもかかわらず、彼は与党側についた。この選挙には敗北した。
2008年9月には、グロリア・アロヨ大統領によって国家安全保障顧問代理に任命された。彼はかつてビガンの警察署長として抗争の解決に当たってきた経験などを活かし、ミンダナオ島のイスラム問題の解決に専念する決意を表明した。

### 重要な役割

#### 第二次エドサ革命
シンソンは第二次エドサ革命の幕を切って落としたことで知られている。それは2000年10月、彼が違法賭博の利益の分け前として、エストラーダ大統領に4億フィリピン・ペソを支払ったと主張した時に始まった。2000年10月16日、彼はエストラーダを大統領任期中に毎月フエテン賭博（jueteng）から500万ペソを受け取っている、フエテン王の中のフエテン王として告発した。彼はまた大統領を1億7,000万ペソのタバコ物品税からキックバックを得ているとして非難した。これは違法賭博王たちから1,000万米ドル、タバコ税のキックバックから340万米ドル得ていることに相当する。
彼が大統領をフエテン業者たちから4億ペソ以上の賄賂を受け取っていると告発したことは、最終的に弾劾裁判を引き起こした。まず、12月13日に検察側によって証人席に呼ばれ、14日と15日に証言を続けた。彼の証言によれば、フエテン元帳でA.S.またはAsyong Salongaというコードネームで記されたエストラーダは定期的にフエテンの儲けの分け前を受け取っていた。エストラーダは、友人でフィリピン娯楽ゲーム会社顧問のチャーリー・“アトン”・アンの発明である合法のビンゴ2-ボールの儲けのかなりの割合を受け取っていたと思われる。アトン・アン、ビコール問題担当大統領顧問アントン・プリエート、元エストラーダ政治顧問ハイメ・ポリカルピオも定期的にフエテンの儲けを得ていた。ジョン・オスメーニャ、テレサ・アキノ・オレータ両上院議員は麻雀からそれぞれ100万ペソを受け取っていた。更にエストラーダのために、また彼の代理として、ビューティー・クイーンのジョエル・ペラエス宛で小切手を切った。12月19日、シンソンは第2条及び収賄と汚職による弾劾請求の証人として証人席に呼び戻された。
30年以上の友情ののち、ルイス・シンソン知事はフィリピン大統領ジョセフ・エストラーダの汚職に関する告発を行った。それは大統領への弾劾請求に発展した。彼はエストラーダと何人かの家族と友人たちがフエテンから利益を得ていたと告発した。
シンソンは4億ペソ（800万ドル）以上のフエテンからの賭博の分け前をエストラーダに届けたと語った。彼は1998年、エストラーダが大統領に選出されてから数ヵ月後にその金を回収し届ける仕事を始めたと述べた。彼は2000年8月までその儲けをともにしていたこと、金の受け渡しがエストラーダのオフィスで行われたことを付け加えた。彼はまたエストラーダが州の税収から1億3,000万ペソ（260万ドル）を得たとも述べた。
エストラーダは捜査下に置かれたが、2001年1月16日に重要な証拠が法廷によって凍結されると、マニラと他の主要な都市でグロリア・マカパガル・アロヨ副大統領を後押しする抗議運動が巻き起こり、エストラーダの政府は速くも崩壊した。

#### ハロー・ガルシ・スキャンダル
2005年、大統領選のハロー・ガルシ・スキャンダル（Hello Garci scandal）において、シンソンは拘留中のジョセフ・エストラーダの会話のテープを所持していると主張した。その中でエストラーダは、グロリア・アロヨ大統領が辞職したのちに移行政府を率いる人間を配置することで、権力に復帰することを計画していると語ったという。

### 息子への襲撃事件
2007年7月24日、二人の男がインターネット・ゲームショップ内でシンソンの息子、ランドルフ・“ランディー”・シンソンを襲撃した。容疑者として特定されているのはチェンのみで、彼の仲間は依然特定されていない。ランドルフは頭部と体に複数の怪我を負い、治療のためリサール・メディカルセンターに搬送された。

## 参照
1. ↑  Arroyo sworn in as president of Philippines Archived 2005年3月26日, at the Wayback Machine. CNN.com  Retrieved 4 December, 2006.
2. ↑  Two men maul Chavit Singson’s son inside Internet gaming shop The Daily Tribune  Retrieved 26 July, 2007.

### 関連書籍
- Limpe, Linda C.The 9 Lives of Luis "Chavit" Singson, Forsight Books, 2003.